# Distrito de Freyung-Grafenau
Freyung-Grafenau es uno de los 71 distritos en que está dividido administrativamente el estado alemán de Baviera.

## Ciudades y municipalidades
| Ciudades                              | Municipalidades | |
| ------------------------------------- | --- | --- |
| 1. Freyung 2. Grafenau 3. Waldkirchen | 1. Eppenschlag 2. Fürsteneck 3. Grainet 4. Haidmühle 5. Hinterschmiding 6. Hohenau 7. Innernzell 8. Jandelsbrunn 9. Mauth 10. Neureichenau 11. Neuschönau | 1. Perlesreut 2. Philippsreut 3. Ringelai 4. Röhrnbach 5. Saldenburg 6. Sankt Oswald-Riedlhütte 7. Schöfweg 8. Schönberg 9. Spiegelau 10. Thurmansbang 11. Zenting |